# Марина Ер Горбач
Марина Ер Горбач (нар. 17 липня 1981, Київ, Україна) — українська режисерка та сценаристка, членкиня Європейської кіноакадемії.

## Життєпис
Марина Горбач народилася 17 липня 1981 року в Києві, Україна. Закінчила Київський національний університет театру, кіно і телебачення ім. І. Карпенка-Карого (майстерня Миколи Мерзликіна) і Школу режисерської майстерності Анджея Вайди. Членкиня Європейської кіноакадемії.
Марина одружена з турецьким режисером і продюсером Мехметом Баґадиром Ером, живе у Стамбулі.
Четвертий повнометражний фільм Марини «Клондайк», що вийшов 2022 року, здобув нагороду за «найкращу режисуру світового кіно» на кінофестивалі «Санденс» — головному фестивалі незалежного кіно в США.

## Фільмографія
Режисерка
- 2004 — «Банка»
- 2007 — «Борг»[5]
- 2009 — «Гарчання чорних псів»
- 2013 — «Люби мене»
- 2019 — «Омар і ми» (спільно з чоловіком Мехметом Баґадиром Ером)
- 2022 — «Клондайк»[3]

Сценаристка
- 2013 — «Люби мене»
- 2022 — «Клондайк»

Продюсерка
- 2022 — «Клондайк»[5]